# Periplus (żeglarstwo)

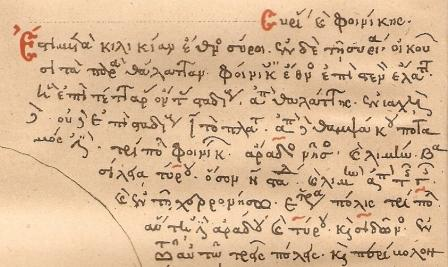
Periplus Pseudo-Scylaksa, faksymile XIII-wiecznej kopii tekstu greckiego z 1855 r.

Periplus (gr. περίπλους, w tłumaczeniu dosłownym żeglować wokół) – w nawigacji starożytnej Grecji, Fenicji i starożytnego Rzymu rękopis wyliczający kolejne porty i charakterystyczne elementy wybrzeża danego akwenu (morza, zatoki itp.) z określeniem przybliżonych odległości pomiędzy nimi. Do dziś zachowały się w całości lub we fragmentach niektóre takie dokumenty m.in.:
- "Periplus Maris Erythraei" – opis wybrzeża Morza Czerwonego i Oceanu Indyjskiego napisany przez greckiego kupca ok. I wieku p.n.e.[1]
- "Periplus Pseudo-Scylaxa" – opis wybrzeża Morza Śródziemnego począwszy od Półwyspu Iberyjskiego, poprzez Półwysep Apeniński aż do Zachodniej Afryki z IV wieku p.n.e. lub III wieku p.n.e.
- "O Oceanie" Pyteasza z Massalii z IV wieku p.n.e. – opis morskich szlaków handlowych wzdłuż atlantyckiego wybrzeża Europy.
- "Periplus Euksejnu Pontu" Flawiusza Arriana – opis żeglugi wokół Morza Czarnego

Opisy lądów nazywano periḗgēsis, periodos lub chorografia.